# 偈江縣
偈江縣，是明代交阯承宣布政使司乂安府下轄的一個縣。治所約在今越南乂安省清漳縣境內。其境內有偈江，上接茶籠州，下通土油縣，江深而且闊。

## 沿革
- 秦屬象郡、漢屬九真郡、孫分屬九德郡，隋屬日南郡、唐為驩州地[4]。
- 永樂五年（1407年）六月癸未置，屬乂安府[5][6][7][8][9][10]。
- 永樂十五年閏五月丙寅，設交阯偈江縣之可楞江巡檢司，偈江縣民少，如所設弓兵不能及數，命于衛所土軍內撥補[11]。
- 永樂十七年九月丙辰，並偈江縣入驩州石塘縣[12][13]。
- 永樂十七年十一月辛丑朔，交阯都指揮司奏乂安府偈江縣土官百戶陳直誠、弟直，偽稱金吾將軍，與紅衣賊覽盤等掠羊變社巡檢司，殺巡檢張琇[14]。